# Všechlapy - Kamýk
Všechlapy - Kamýk este o arie protejată (arie specială de conservare — SAC, sit de importanță comunitară — SCI) din Republica Cehă întinsă pe o suprafață de 12,09 ha, integral pe uscat.

## Localizare
Centrul sitului Všechlapy - Kamýk este situat la coordonatele 50°27′44″N 13°50′16″E / 50.462222°N 13.837778°E.

## Înființare
Situl Všechlapy - Kamýk a fost declarat sit de importanță comunitară în aprilie 2005 pentru a proteja 1 specie de animale. Situl a fost protejat și ca arie specială de conservare în iulie 2012.

## Biodiversitate
Situată în ecoregiunea continentală, aria protejată nu include niciun habitat protejat.
La baza desemnării sitului se află o specie protejată de  nevertebrate: Euplagia quadripunctaria.